# Malsumis
Malsumis era în mitologia indienilor Abenaki o zeitate malevolentă, frate geamăn cu Gluskab.